# 第93回全国高等学校ラグビーフットボール大会
第93回全国高等学校ラグビーフットボール大会は、2013年（平成25年）12月27日から2014年（平成26年）1月7日まで近鉄花園ラグビー場と東大阪市多目的広場にて開催された全国高校ラグビー大会である。平成25年度全国高等学校総合体育大会を兼ねて開催。優勝は大阪府の東海大仰星高校（3回目）。

## 概要
- 今大会から小島瑠璃子が大会ポスターに起用されている。また県立浦和が54年ぶりに出場したが、これは大会史上最大のブランクである。開会式での選手宣誓は倉吉北主将田中丈大が務めた[1]。

### 日程
- 11月25日、シード校発表[2]
- 12月7日、組み合わせ抽選会[2]
- 12月27日、開会式（第1グラウンド）、1回戦
- 12月28日、1回戦
- 12月30日、2回戦
- 1月1日、3回戦
- 1月3日、準々決勝
- 1月5日、準決勝
- 1月7日、決勝、閉会式

## 出場校
※シード校については、校名の後ろに(A)、(B)と記載。
北海道
- 北北海道代表 - 遠軽（4年連続9回目）
- 南北海道代表 - 札幌山の手（14年連続14回目）

東北
- 青森県代表 - 青森北（3年連続15回目）
- 岩手県代表 - 黒沢尻北（2年連続4回目）
- 宮城県代表 - 仙台育英（18年連続20回目）
- 秋田県代表 - 秋田工（2年連続65回目）(B)
- 山形県代表 - 山形中央（16年連続22回目）
- 福島県代表 - 平工（2年連続14回目）

関東
- 茨城県代表 - 茗溪学園（2年連続19回目）(B)
- 栃木県代表 - 國學院栃木（14年連続19回目）
- 群馬県代表 - 明和県央（2年ぶり4回目）
- 埼玉県代表 - 県立浦和（54年ぶり2回目）
- 千葉県代表 - 流通経済大柏（19年連続21回目）(B)
- 東京都第一代表 - 目黒学院（22年ぶり17回目）(B)
- 東京都第二代表 - 東京（3年連続10回目）
- 神奈川県代表 - 桐蔭学園（9年連続13回目） (A)
- 山梨県代表 - 日川（8年連続43回目）(B)

北信越
- 新潟県代表 - 新潟工（10年連続38回目）
- 長野県代表 - 岡谷工（2年連続26回目）
- 富山県代表 - 富山第一（3年連続8回目）
- 石川県代表 - 日本航空石川（9年連続9回目）
- 福井県代表 - 若狭（3年ぶり9回目）

東海
- 静岡県代表 - 浜松工（2年ぶり4回目）
- 愛知県代表 - 春日丘（2年ぶり3回目）
- 岐阜県代表 - 関商工（3年連続34回目）
- 三重県代表 - 朝明（2年連続4回目）

近畿
- 滋賀県代表 - 光泉（3年連続5回目）
- 京都府代表 - 桂（初出場）
- 大阪府第一代表 - 東海大仰星（2年ぶり14回目） (A)
- 大阪府第二代表 - 大阪桐蔭（2年連続8回目） (A)
- 大阪府第三代表 - 大阪朝鮮（5年連続8回目）(B)
- 兵庫県代表 - 報徳学園（2年連続40回目）(B)
- 奈良県代表 - 天理（6年ぶり61回目）(B)
- 和歌山県代表 - 熊野（5年ぶり12回目）

中国
- 鳥取県代表 - 倉吉北（初出場）
- 島根県代表 - 石見智翠館（23年連続23回目）
- 岡山県代表 - 倉敷工（2年連続4回目）
- 広島県代表 - 尾道（7年連続8回目）
- 山口県代表 - 大津緑洋（12年ぶり28回目[3]）

四国
- 徳島県代表 - 城北（18年ぶり4回目）
- 香川県代表 - 坂出第一（初出場）
- 愛媛県代表 - 三島（2年連続4回目）
- 高知県代表 - 土佐塾（2年連続13回目）

九州・沖縄
- 福岡県代表 - 東福岡（14年連続24回目）(B)
- 佐賀県代表 - 佐賀工（32年連続42回目）
- 長崎県代表 - 長崎南山（2年連続4回目）(B)
- 熊本県代表 - 九州学院（23年ぶり2回目）
- 大分県代表 - 大分舞鶴（28年連続52回目）
- 宮崎県代表 - 高鍋（3年連続21回目）
- 鹿児島県代表 - 鹿児島工（2年ぶり12回目）
- 沖縄県代表 - 名護（3年ぶり15回目）

## 試合結果
- 時刻はすべて日本標準時 (UTC+9)
- 括弧内は前半終了時のスコアを示す。
- 太字は勝利校を示す。

### 1回戦
| 2013年12月27日 12:30 | 大分舞鶴   | 12-21 | (7-13) | 仙台育英     | 第1グラウンド |
| 2013年12月27日 13:50 | 土佐塾     | 5-27  | (5-15) | 関商工       | 第1グラウンド |
| 2013年12月27日 12:00 | 名護       | 79-7  | (36-7) | 浜松工       | 第2グラウンド |
| 2013年12月27日 13:20 | 尾道       | 46-0  | (15-0) | 朝明         | 第2グラウンド |
| 2013年12月27日 14:40 | 倉敷工     | 0-19  | (0−0)  | 日本航空石川 | 第2グラウンド |
| 2013年12月27日 12:00 | 三島       | 53-0  | (31-0) | 富山第一     | 第3グラウンド |
| 2013年12月27日 13:20 | 高鍋       | 5-15  | (0−5)  | 札幌山の手   | 第3グラウンド |
| 2013年12月27日 14:40 | 城北       | 0-63  | (0-31) | 東京         | 第3グラウンド |
| 2013年12月28日 10:00 | 坂出第一   | 0-113 | (0-61) | 明和県央     | 第3グラウンド |
| 2013年12月28日 11:20 | 桂         | 19-12 | (12-7) | 岡谷工       | 第1グラウンド |
| 2013年12月28日 10:00 | 若狭       | 12-14 | (12-0) | 平工         | 第2グラウンド |
| 2013年12月28日 11:20 | 倉吉北     | 0-121 | (0-72) | 春日丘       | 第3グラウンド |
| 2013年12月28日 11:20 | 九州学院   | 80-0  | (26-0) | 山形中央     | 第2グラウンド |
| 2013年12月28日 12:40 | 光泉       | 22-12 | (12-7) | 県立浦和     | 第1グラウンド |
| 2013年12月28日 14:00 | 熊野       | 3-36  | (3-10) | 黒沢尻北     | 第1グラウンド |
| 2013年12月28日 12:40 | 石見智翠館 | 43-7  | (29-7) | 青森北       | 第2グラウンド |
| 2013年12月28日 12:40 | 佐賀工     | 17-13 | (0−3)  | 新潟工       | 第3グラウンド |
| 2013年12月28日 14:00 | 大津緑洋   | 18-13 | (12-8) | 遠軽         | 第2グラウンド |
| 2013年12月28日 14:00 | 鹿児島工   | 7-55  | (0-21) | 國學院栃木   | 第1グラウンド |

### 2回戦
| 2013年12月30日 15:15 | 東海大仰星   | 69-5  | (38−0)  | 仙台育英     | 第3グラウンド |
| 2013年12月30日 14:00 | 関商工       | 5-28  | (0−14)  | 名護         | 第3グラウンド |
| 2013年12月30日 12:45 | 東福岡       | 35-0  | (7−0)   | 尾道         | 第3グラウンド |
| 2013年12月30日 11:30 | 日本航空石川 | 5-34  | (5−12)  | 日川         | 第3グラウンド |
| 2013年12月30日 10:15 | 大阪朝鮮     | 72-7  | (34−0)  | 三島         | 第3グラウンド |
| 2013年12月30日 09:00 | 札幌山の手   | 22-47 | (5-26)  | 目黒学院     | 第1グラウンド |
| 2013年12月30日 14:30 | 天理         | 22-12 | (10−12) | 東京         | 第1グラウンド |
| 2013年12月30日 14:30 | 明和県央     | 5-39  | (5−7)   | 流通経済大柏 | 第2グラウンド |
| 2013年12月30日 13:15 | 桐蔭学園     | 57-5  | (27−5)  | 桂           | 第2グラウンド |
| 2013年12月30日 13:15 | 平工         | 0-46  | (0−27)  | 春日丘       | 第1グラウンド |
| 2013年12月30日 12:00 | 長崎南山     | 56-15 | (36−3)  | 九州学院     | 第2グラウンド |
| 2013年12月30日 10:45 | 光泉         | 7-57  | (0−19)  | 秋田工       | 第2グラウンド |
| 2013年12月30日 12:00 | 報徳学園     | 55-0  | (38−0)  | 黒沢尻北     | 第1グラウンド |
| 2013年12月30日 10:45 | 石見智翠館   | 21-12 | (7−7)   | 茗溪学園     | 第1グラウンド |
| 2013年12月30日 09:30 | 佐賀工       | 76-3  | (26-0)  | 大津緑洋     | 第2グラウンド |
| 2013年12月30日 09:30 | 國學院栃木   | 15-20 | (3-10)  | 大阪桐蔭     | 第1グラウンド |

### 3回戦
| 2014年01月01日 10:30 | 東海大仰星 | 63-0  | (29−0) | 名護         | 第3グラウンド |
| 2014年01月01日 10:30 | 東福岡     | 42-19 | (27−5) | 日川         | 第1グラウンド |
| 2014年01月01日 11:50 | 大阪朝鮮   | 36-7  | (14−7) | 目黒学院     | 第1グラウンド |
| 2014年01月01日 13:10 | 天理       | 12-10 | (5−10) | 流通経済大柏 | 第1グラウンド |
| 2014年01月01日 14:30 | 桐蔭学園   | 41-10 | (19−0) | 春日丘       | 第1グラウンド |
| 2014年01月01日 11:50 | 長崎南山   | 12-14 | (0−7)  | 秋田工       | 第3グラウンド |
| 2014年01月01日 13:10 | 報徳学園   | 20-20 | (8−6)  | 石見智翠館   | 第3グラウンド |
| 2014年01月01日 14:30 | 佐賀工     | 17-34 | (3−19) | 大阪桐蔭     | 第3グラウンド |

### 準々決勝
| 2014年01月03日 10:30 | 東福岡   | 30-24 | (12−7)  | 大阪朝鮮   | 第1グラウンド |
| 2014年01月03日 11:50 | 天理     | 14-26 | (7−12)  | 桐蔭学園   | 第1グラウンド |
| 2014年01月03日 13:10 | 報徳学園 | 17-66 | (17−33) | 東海大仰星 | 第1グラウンド |
| 2014年01月03日 14:30 | 大阪桐蔭 | 41-3  | (17−3)  | 秋田工     | 第1グラウンド |

### 準決勝
| 2014年01月05日 13:00 | 東福岡   | 12-27 | (0−15) | 東海大仰星 | 第1グラウンド |
| 2014年01月05日 14:25 | 大阪桐蔭 | 0-43  | (0−17) | 桐蔭学園   | 第1グラウンド |

### 決勝
| 2014年01月07日 14:00 | 東海大仰星                                | 19-14 (7-7)                                    | 桐蔭学園                                  | 第1グラウンド 観客数: 8,500人 レフリー: 真継丈友紀 |
| 2014年01月07日 14:00 | トライ: 3 コンバート: 2 PK: 0 ドロップ: 0 | 詳細 日本ラグビーフットボール協会 2014年1月7日 | トライ: 2 コンバート: 2 PK: 0 ドロップ: 0 | 第1グラウンド 観客数: 8,500人 レフリー: 真継丈友紀 |

| 東海大仰星 | 桐蔭学園 |

| 桐蔭学園  |    |            |          |
| FW        | 01 | 祝原涼介   |          |
| FW        | 02 | 堀越康介   |          |
| FW        | 03 | 荻原嵐     | 後半16分 |
| FW        | 04 | 古川満     |          |
| FW        | 05 | 佐藤大樹   |          |
| FW        | 06 | 諌山新平   | 後半16分 |
| FW        | 07 | 佐々木嵩穂 | 後半15'  |
| FW        | 08 | 増田智佳朗 |          |
| HB        | 09 | 小田嶋啓太 | 後半12分 |
| HB        | 10 | 横山陽介   | 後半20分 |
| TB        | 11 | 横田将大   | 後半16分 |
| TB        | 12 | 笠原開盛   |          |
| TB        | 13 | 白井吾士矛 |          |
| TB        | 14 | 山田雄大   | 前半24'  |
| FB        | 15 | 尾崎達洋   |          |
| リザーブ: |    |            |          |
|           | 16 | 志村太基   |          |
|           | 17 | 関拓矢     |          |
|           | 18 | 床田裕亮   | 後半16分 |
|           | 19 | 山川耀     |          |
|           | 20 | 石井大介   | 後半16分 |
|           | 21 | 齋藤直人   | 後半12分 |
|           | 22 | 栗原由太   | 後半20分 |
|           | 23 | 長利完太   |          |
|           | 24 | 桑原颯太   | 後半16分 |
|           | 25 | 小室誠     |          |
|           |    |            |          |
| 監督      |    |            |          |
| 藤原秀之  |    |            |          |

※赤字は、優勝校もしくは得点が高いことを示す。また、脚注の( )内の分数はキックの成功率、[ ]内の自然数は当該選手の背番号を示す。
| 全国高等学校ラグビーフットボール大会 第93回大会 優勝 |
| ---------------------------------------------------- |
| 東海大仰星 7年振り3回目                              |

## 入場者数
当大会の10万9434人で、第94回大会までは過去最多の入場者数であったが、第95回大会の入場者数が2016年1月7日の時点で11万3625人となり、当大会の入場者数を上回った。